# Tučapské lípy
Tučapské lípy jsou skupinou památných líp malolistých (Tilia cordata Mill.) v Tučapech - části, městyse Dub nad Moravou v okrese Olomouc. Geograficky se také nachází v mezoregionu Hornomoravský úval v etnicko-kulturním regionu Haná a v Olomouckém kraji.

## Historie a popis stromu
Tučapské lípy se nachází u odbočky silnice II/435 vedle božích muk Tučapy. Podle údajů:
| Počet:                         | nejprve 3, ale 18. 9. 2016 byl větrem vyvrácen 1 strom |
| Obvody kmenů ve výčetní výšce: | ?                                                      |
| Výšky stromů:                  | ?                                                      |
| Ochranné pásmo:                | dle zákona                                             |
| Datum prvního vyhlášení:       | 27. ledna1973                                          |

## Galerie

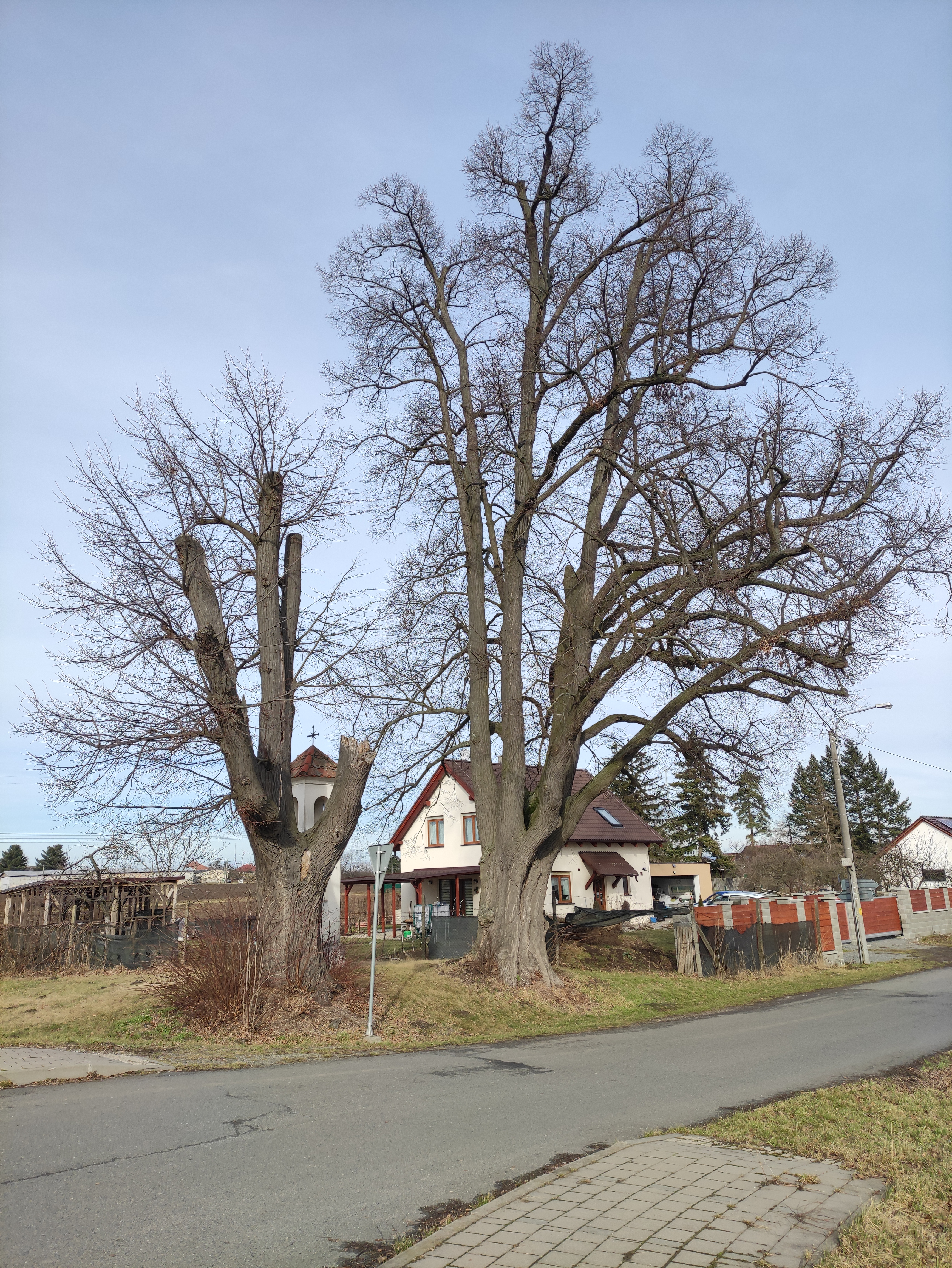

## Další informace
Místo je celoročně volně přístupné.